# ルナたん 〜巨人ルナと地底探検〜
『ルナたん 〜巨人ルナと地底探検〜』は2016年10月から2019年2月27日まで配信された、ピグミースタジオ開発、NTTぷらら運営によるスマートフォン向けゲーム。基本プレイ無料（アイテム課金制）。
ゲーム『moon』を手掛けた西健一と倉島一幸がタッグを組んだ作品。穴掘りゲームの開発を考えていた西と、Set Top Boxでの新しいコンテンツを考えていたNTTぷららの思惑が合致し、ひかりTVゲームでの配信が決まった。スマートフォン向けゲームでありながらひかりTVと連携させることでテレビ画面で遊ぶことができる。
タイトルにも含まれている巨人・ルナは、大きくて印象的な存在を登場させたいという考えから生まれた。
2017年にはWebアニメ『ルナたん 〜1万年のひみつ〜』が配信されたほか、2024年にはNintendo Switch用ソフト『LUNA-3X / ルナトリプルエックス 〜この世界が終わろうともボクたちはずっと〜』が配信された。
本項では、これらの派生作品についても解説する。

## ストーリー
かつて栄えた文明「アクアル」では謎の巨人ルナがもたらしたエネルギー「マナ」を使って暮らしていたが、人々は「マナ」を使い尽くし、文明は滅びてしまった。その1万年後、コールドスリープから目覚めた古代人の末裔、ヨナは古代の道具を使って大地を掘り、古代文明の発掘をはじめる。

## 登場キャラクター
声はアニメ版でのキャスト。

### 主要キャラクター
ヨナ
声 - 桑島法子
本作の主人公。かつての古代文明を復活させるために穴を掘り、発掘をしている。
『LUNA-3X 』ではルナとともに行動を共にしてきたことが語られる
ルナ
古代人に「マナ」をもたらしていた巨人。月から落ちてきた。

### おとも動物
モクギョ
声 - 小西克幸
属性は木。進化により陸上で暮らすことになった魚。
アニメ版では主人公の一人。
トリイルカ
声 - 金田朋子
属性は水。おしゃべり好き。
アニメ版では主人公の一人。
ハチスケ
属性は木。
エリマキンギョ
属性は火。
マントモアイ
属性は火。
タワシ
属性は水。

### アニメ登場
ハリー
声 - 山本和臣

全身がハリに覆われたハリネズミのような動物。モクギョの幼馴染。
トラリン
煉獄の猛虎。モクギョの自称友達、トリイルカの幼馴染。
巨人（女の子）
声 - 桑島法子
トリイルカの知り合いのクッキー作りが上手なロボット。元々人間の女の子で、祖母の病気を治すために月の裏側に行き、マナの力を得たものの代償として巨人に作り替えられてしまうが、戻った時にはもう祖母は他界しており、残された巨人はおばあちゃんの作ったクッキーを誰かに食べさせることでそのおいしさの秘密を守りたかった。
マネシンボ
トリイルカの初恋の相手。無口で移動が異常に遅い。ある病室の女の子（声 - 伏見はる香）に恋しておりトリイルカはその恋を後押ししたが、すでに彼女には彼氏（声 - 岡野友佑）がいた。
フェガロフォス
ルナ格闘チャンピオンの巨人。100連勝を目前にして失踪する。マナではなくプルトンをエネルギー源としていた。軍用実験機でありその後地中深くに実験施設に閉じ込めている。
ジ・イサンIII世（さんせい）
声 - 千葉繁
モクギョを連れ去った謎の老人。父である先代II世の悔いであったフェガロフォスを破壊するためにモクギョを連れ地下へ向かう。
司会
声 - 岡野友佑
巨人の格闘大会の司会者。
解説
声 - 蒔村拓哉
巨人の格闘大会の解説者。
警備ロボット
声 - 岡野友佑
地下実験施設周辺に配備されている警備ロボット。相手に取り付き自爆する。
ヨナの父
声 - 蒔村拓哉
ヨナの母
声 - 伏見はる香
アナウンサー
声 - 岡野友佑

### LUNA-3Xより登場
ジ・イサンII世
謎の老人で、大海嘯を予言した人物
ネネ
ヨナの幼馴染で、ルナのメンテナンスをしていた。

## スピンオフ
2024年9月26日には、スピンオフとしてNintendo Switch用タイトル『LUNA-3X / ルナトリプルエックス 〜この世界が終わろうともボクたちはずっと〜』がピグミースタジオから配信された。同作は「水の都アクアル」に大海嘯（だいかいしょう）が来るまでの7日間、ヨナとルナが生物を救うために奔走する物語である。同作ではルナが釣竿でヨナをつるす形で生物たちを救出する仕組みが取られている。

## Webアニメ
『ルナたん 〜1万年のひみつ〜』のタイトルでスマートフォン向けアプリ『タテアニメ』にて2017年6月5日より配信。ゲーム版とは世界観は同一だがストーリーが異なり、地中に取り残されたモクギョとトリイルカが地上に戻ろうとする話となる。

### スタッフ
- 原案 - 西健一
- デザイン原案 - 倉島一幸
- 監督・絵コンテ・演出・撮影監督・編集 - 春日森春木
- キャラクターデザイン - 朝香栞
- 美術監督 - 渡辺佳人
- 音響監督 - 伊藤巧
- 音楽 - 松野恭平
- プロデューサー - 小林智、森下勝司
- アニメーションプロデューサー - 上野剛仁
- アニメーション制作 - シグナル・エムディ
- 製作 - NTTぷらら、SIGNAL.MD

### イメージソング
「Dreamy Lights」
村川梨衣による楽曲。作詞は渡部紫緒、作曲・編曲は佐藤清喜。

### 各話リスト
| 話数 | サブタイトル         | 作画監督   | 配信日        |
| ---- | -------------------- | ---------- | ------------- |
| 01話 | ボクノナハ           | 朝香栞     | 2017年 6月5日 |
| 02話 | 警備ロボット警戒中   | 蘇詩宜     | 2017年 6月5日 |
| 03話 | 寂しがり屋のハリー   | 朝香栞     | 6月10日       |
| 04話 | 伝説のトラリン       | 黒田捺美   | 6月17日       |
| 05話 | ルナクッキー         | 春日森春木 | 6月24日       |
| 06話 | マネシンボの恋       | 朝香栞     | 7月1日        |
| 07話 | 最強のフェガロフォス | 蘇詩宜     | 7月8日        |
| 08話 | ジ・イサンの想い     | 黒田捺美   | 7月15日       |
| 09話 | ヨナの目覚め         | 森田二惟奈 | 7月22日       |